# Johannes Paul I.

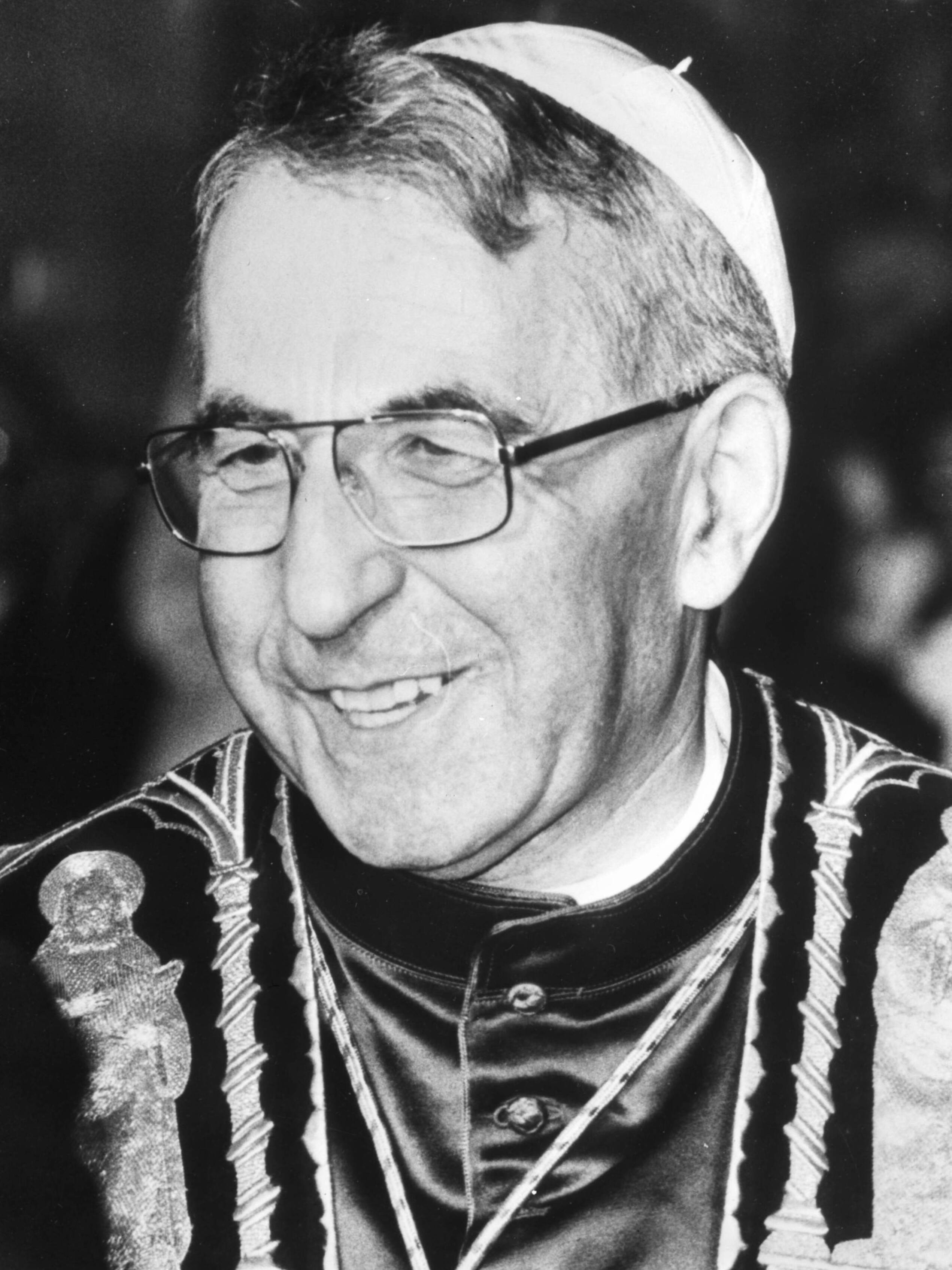
Johannes Paul I. (1978)

Johannes Paul I. (lateinisch Ioannes Paulus I), bürgerlich Albino Luciani [alˈbiːno luˈtʃaːni], (* 17. Oktober 1912 in Forno di Canale; † 28. September 1978 in der Vatikanstadt) war von seiner Wahl am 26. August 1978 bis zu seinem Tod nach 33 Tagen der 263. Bischof von Rom (Papst) und damit Oberhaupt der römisch-katholischen Kirche sowie Staatsoberhaupt der Vatikanstadt. Da 1978 auch sein Vorgänger Paul VI. starb und sein Nachfolger Johannes Paul II. gewählt wurde, ging dieses Jahr als ein Dreipäpstejahr in die Geschichte ein.
In Italien erinnert man sich an ihn als Il Papa del sorriso ‚Papst des Lächelns‘ und Il sorriso di Dio ‚Das Lächeln Gottes‘. Johannes Paul I. wurde am 4. September 2022 auf dem Petersplatz von Papst Franziskus seliggesprochen; sein Gedenktag ist der 26. August.

## Werdegang

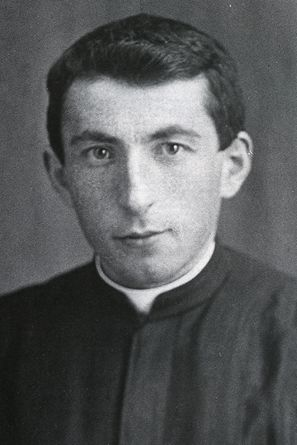
Luciani als junger Priester (1936)

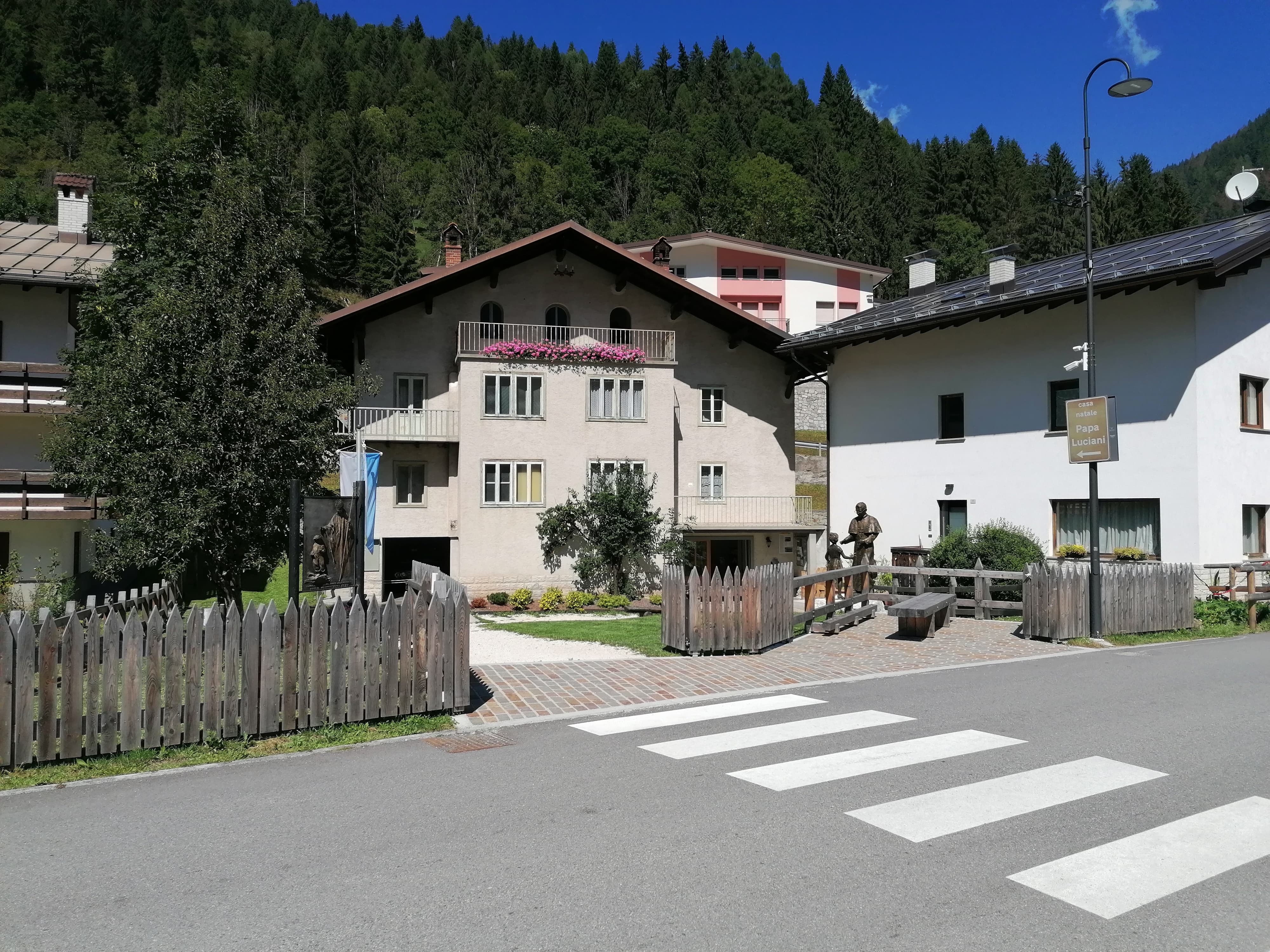
Lucianis Geburtshaus in Canale d’Agordo

Albino Luciani wurde im norditalienischen Forno di Canale (seit 1964 Canale d’Agordo, bei Belluno) geboren und stammte aus armen Verhältnissen. Im Alter von elf Jahren trat er 1923 in das Knabenseminar in Feltre ein, ein Internat, in dem Jungen auf den Lebensweg als Priester vorbereitet wurden.
Von 1928 bis 1935 besuchte er das Priesterseminar auf dem „Gregoriano“ in Belluno und empfing am 7. Juli 1935 die Priesterweihe. Danach war er zwei Jahre als Kaplan in seinem Heimatort tätig. 1937 wurde er zum Vizerektor des „Gregoriano“ ernannt, eine Stellung, die er bis 1947 innehatte. Dort lehrte er Theologie. Am 23. November 1946 stellte sich Luciani der Disputation seiner Doktorarbeit und wurde magna cum laude zum Doktor der Theologie promoviert.

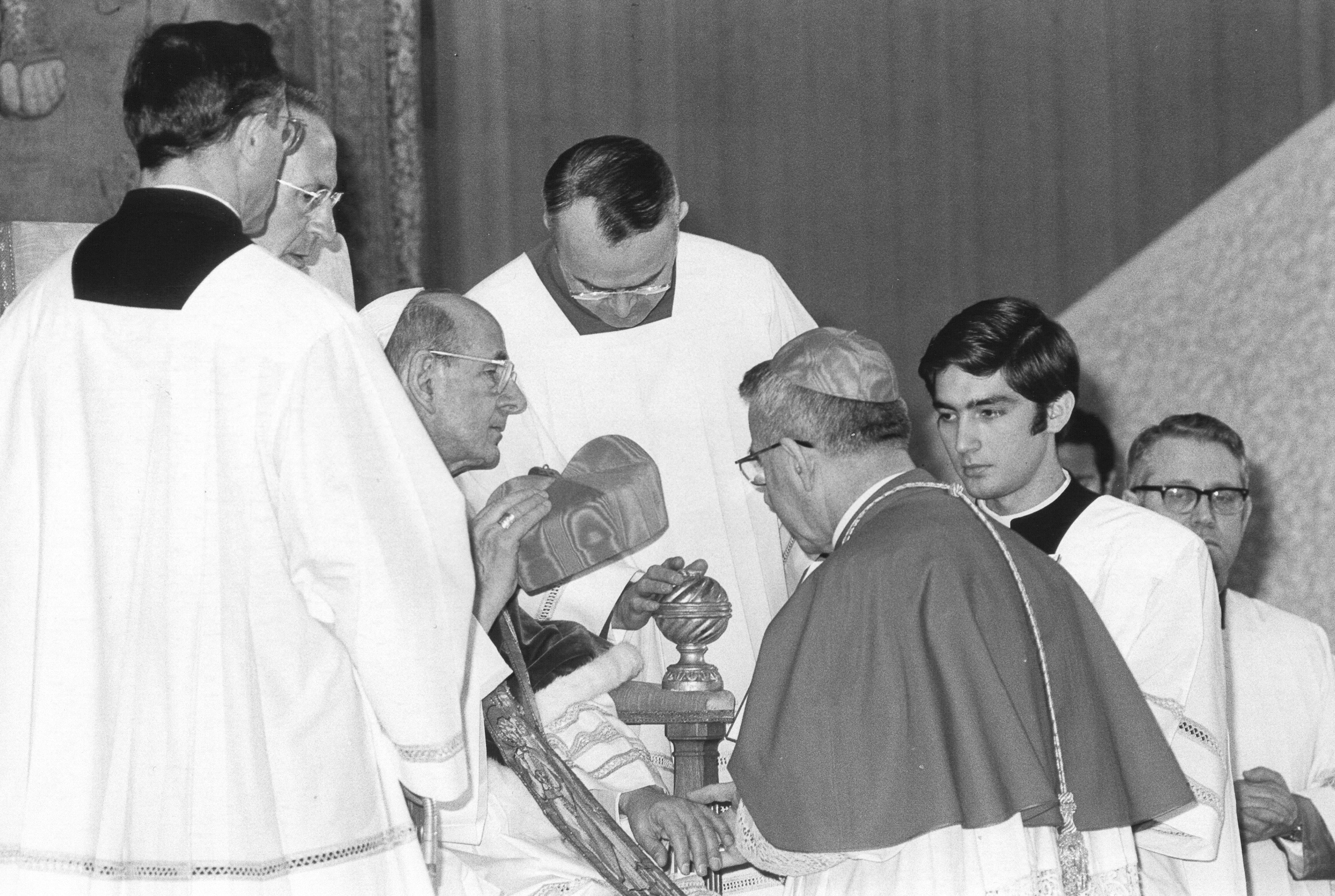
Albino Luciani bei seiner Aufnahme ins Kardinalskollegium durch Papst Paul VI. (1973)

Er übernahm verschiedene Funktionen in seiner Heimatdiözese, u. a. als Direktor des Katechetischen Büros und als Pro-Generalvikar. Er veröffentlichte einige bemerkenswerte Publikationen, u. a. Catechesi in briciole und Illustrissimi (dt. Ihr sehr ergebener), eine Sammlung von Briefen an bedeutende Persönlichkeiten – von Jesus Christus bis Pinocchio. Von 1937 bis 1947 lehrte er Dogmatik am Priesterseminar von Belluno. Am 15. Dezember 1958 ernannte Papst Johannes XXIII. ihn zum Bischof von Vittorio Veneto. Am 27. Dezember 1958 weihte der Papst ihn gemeinsam mit Domenico Tardini, Angelo Dell’Acqua, Carlo Grano, Giuseppe Ferretto, Mario Casariego y Acevedo, Charles Msakila und Jozef Floribert Cornelis im Petersdom persönlich zum Bischof. Mitkonsekratoren waren Girolamo Bartolomeo Bortignon, Bischof von Padua, und Gioacchino Muccin, Bischof seiner Heimatdiözese Belluno e Feltre.
Er nahm an allen vier Sitzungsperioden des Zweiten Vatikanischen Konzils als Konzilsvater teil. Im Juli 1967, knapp ein Jahr vor Veröffentlichung der Enzyklika Humanae vitae durch Paul VI., sprach sich Bischof Luciani gegen ein Verbot künstlicher Verhütungsmittel aus. Nach der Veröffentlichung von Humanae vitae bekannte er sich jedoch zur Position Pauls VI.
Papst Paul VI. ernannte ihn am 15. Dezember 1969 zum Patriarchen von Venedig und nahm ihn am 5. März 1973 als Kardinalpriester mit der Titelkirche San Marco in das Kardinalskollegium auf. Von 1971 bis 1975 war Luciani Vizepräsident der Italienischen Bischofskonferenz. Im Mai und November 1975 unternahm er Pastoralreisen nach Deutschland und Brasilien. 1978 untersagte Kardinal Luciani die Feier der tridentinischen Messe in der Diözese Venedig.

## Pontifikat

Wappen Johannes Pauls I. als Papst

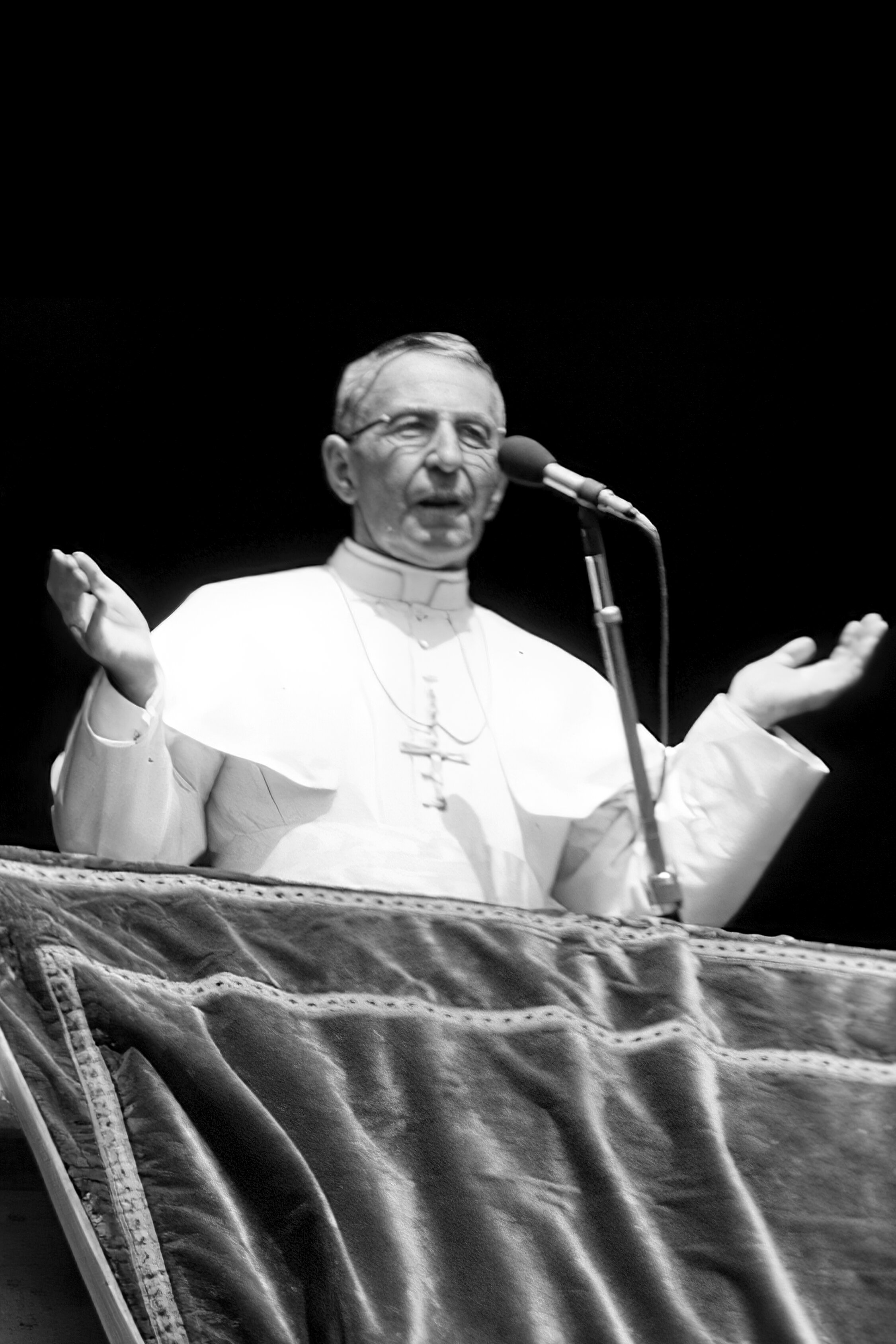
Johannes Paul I. mit Blick auf den Petersplatz, während er vom Fenster seines Arbeitszimmers aus den Angelus betet (1978)

Nach dem Tod Papst Pauls VI. wurde Luciani am 26. August 1978 nach einem nur eintägigen Konklave, an dem 111 Kardinäle teilnahmen, im vierten Wahlgang zum Papst gewählt, angeblich mit 99 Stimmen. Dieses Konklave war das erste, an dem die Kardinäle ab 80 Jahren nicht mehr teilnehmen durften. Die mutmaßlich vom Erzbischof von Florenz, Kardinal Benelli, favorisierte Wahl Lucianis kam für die Weltöffentlichkeit und vermutlich auch für ihn selbst unerwartet. Sein Gegenkandidat im Konklave war der konservative Erzbischof von Genua, Giuseppe Siri, der bereits 1958 als papabile (zum Papst geeignet) gegolten hatte.
Seinen Papstnamen wählte er, da er das Erbe seiner beiden Vorgänger Johannes XXIII. und Paul VI., nämlich die Ergebnisse des Zweiten Vatikanischen Konzils, wahren wollte. Es ging ihm darum, den Gegensatz, der in der öffentlichen Meinung zwischen beiden konstruiert wurde, zu mildern. Die schlichte Begründung für seine Namenswahl war allerdings, dass Johannes XXIII. ihn zum Bischof und Paul VI. ihn zum Erzbischof beziehungsweise Kardinal ernannt hatte. Es wird auch vermutet, die venezianische Basilika Santi Giovanni e Paolo, die das Patrozinium der beiden frühchristlichen Märtyrer Johannes und Paulus trägt, habe ihn dazu angeregt. Als erster Papst trug er damit einen Doppelnamen, und er war der bis dahin einzige Papst, der seinem neuen Namen bereits selbst die I. anfügte. Davor wurden Ordnungszahlen erst ab dem zweiten Namensträger angefügt. Am 3. September 1978 wurde er ins Amt eingeführt – am gleichen Tag wie sein großes Vorbild Gregor der Große im Jahr 590. Als erster Papst der Neuzeit verzichtete er auf die traditionelle prunkvolle Krönung mit der Tiara und ließ sich mit der Feier einer Messe ins Amt einführen. In Gegenwart des  Papstes Johannes Paul I. starb Orthodoxen-Metropolit Nikodim von Leningrad und Nowgorod an einem Herzinfarkt. 
Er lehnte die Verwendung der Sedia gestatoria (der traditionellen Sänfte der Päpste) zunächst ab, nutzte sie nach Überredung durch die Kurie jedoch fortan insgesamt viermal, bei drei Generalaudienzen sowie der traditionellen Inbesitznahme der Lateranbasilika (S. Giovanni in Laterano), der eigentlichen Kirche des Bischofs von Rom.

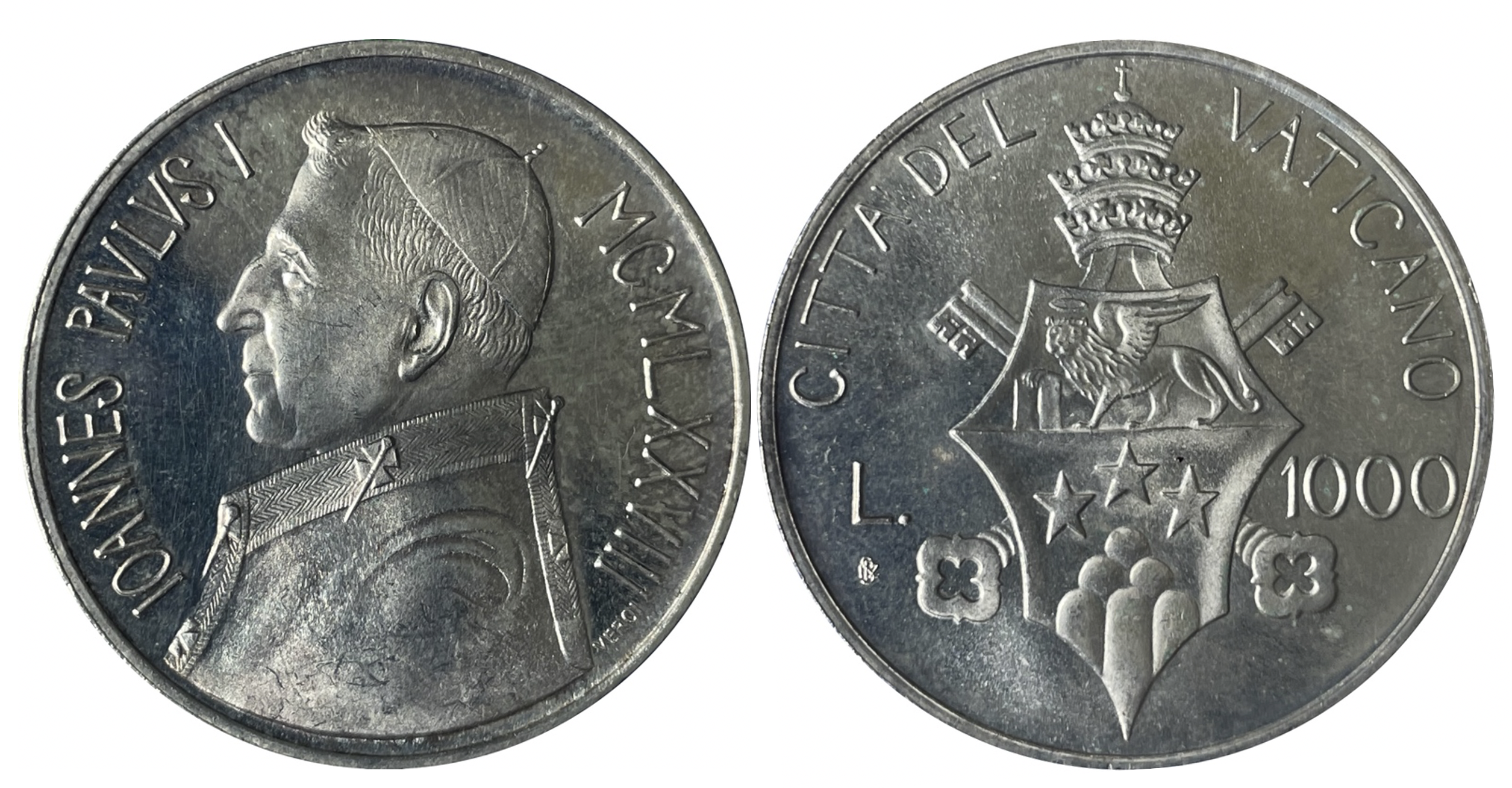
Einzige Münze Johannes Pauls I.: 1000 Lire (Auflage: 200 000 Stück)

Der Papst gewann durch sein freundliches Auftreten („Der lächelnde Papst“) sofort auch bei Nichtkatholiken Sympathie. Als erster Papst verwendete er in offiziellen Schreiben und Ansprachen für sich selbst nicht mehr das Personalpronomen „Wir“ (Pluralis majestatis), sondern „ich“. Mit dem Verzicht auf die Papstkrönung und den Majestätsplural gab er auch seinen Nachfolgern das Maß vor. Überhaupt rückte er von vielen „kleinen“ Traditionen und Gepflogenheiten ab und hob damit die Distanz des hohen Amtes zugunsten größerer Nähe zu den Menschen seiner Umgebung auf. Er war der erste Papst, der selbst ein Telefon bediente und auf den Kniefall der Schweizergarde bei seinem Vorübergehen im Vatikan verzichtete. Johannes Paul I. war der bislang letzte italienische Papst, mit ihm endete die seit Clemens VII. für 456 Jahre ununterbrochene Folge von Päpsten aus Italien. 
In seinem kurzen, 33 Tage dauernden Pontifikat hatte er nicht die Zeit zu reisen, Heiligsprechungen vorzunehmen, ein Regierungsprogramm vorzulegen oder Enzykliken o. ä. zu veröffentlichen. Er bekannte sich in seinen wenigen Ansprachen ohne Einschränkung zu den Lehren seiner Vorgänger. Luciani hatte trotzdem sein eigenes und von seinen Vorgängern unabhängiges Profil. Einige schon ab 1947 veröffentlichte Abhandlungen lassen es erkennen. Am 10. September 1978 sprach er in einer Angelus-Ansprache von Gott als Vater (Papa), „aber noch mehr ist er Mutter“ (È papà; più ancora è madre).
Kurze Pontifikate sind in der Geschichte mehrfach vorgekommen, etwa bei Marcellus II., Urban VII. oder Leo XI. Für Letzteren wurde die Grabinschrift geprägt: ostensus magis quam datus („mehr gezeigt als gegeben“). Nach dem Tode von „Papa Luciani“ wurde sie wieder viel zitiert.

## Tod

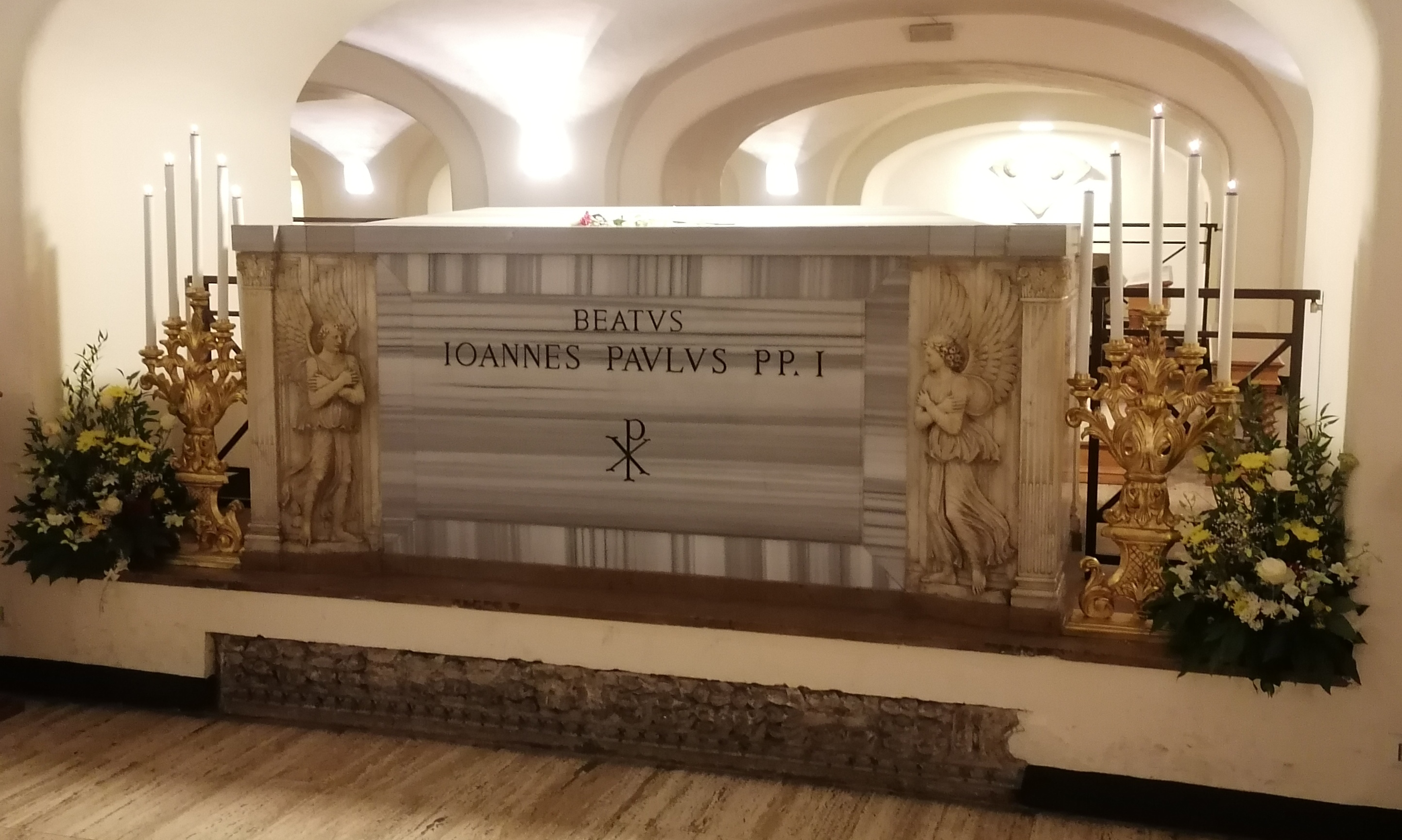
Grabstätte Johannes Pauls I. in den Vatikanischen Grotten

Nach einem Pontifikat von nur 33 Tagen starb Johannes Paul I. in der Nacht vom 28. zum 29. September 1978. Er wurde in der Krypta des Petersdoms bestattet. Eine Obduktion seines Leichnams wurde sowohl von seiner Familie als auch vom Vatikan verweigert. Sein rascher, ungeklärter Tod ließ bald zahlreiche Verschwörungstheorien aufkommen.

### Offizielle Lesart
Der Verstorbene wurde von der Vorsteherin des päpstlichen Haushaltes, Schwester Vincenza, gegen fünf Uhr morgens im Bett seines Schlafzimmers aufgefunden; sie verständigte daraufhin die Privatsekretäre Diego Lorenzi und John Magee. Nachgewiesen ist, dass Magee um 5:37 Uhr den Kardinal-Staatssekretär Jean-Marie Villot über den Tod des Papstes informierte. Dann wurden Renato Buzzonetti, der Arzt des Vatikans, und Da Ros, der Leibarzt des Papstes in Venedig, informiert. Der Todeszeitpunkt wurde auf den 28. September, etwa um 23 Uhr, geschätzt.
Nach Darstellung des Vatikans wurde die Leiche im Bett aufrecht sitzend gefunden, lächelnd und mit einer Druckschrift in den Händen. Johannes Paul I. war schon seit mehreren Jahren herzkrank gewesen.
Der österreichische Pathologe Hans Bankl untersuchte 1990 die veröffentlichten Quellen und bewertete sie in seinem Buch Viele Wege führten in die Ewigkeit. Ihm zufolge könne man aus den vagen Angaben keine verlässlichen Schlüsse ziehen. Als wahrscheinliche Erklärungsmöglichkeiten für den plötzlichen Tod gibt er eine Lungenembolie oder einen Herzinfarkt an. Ein Herzinfarkt wurde auch im Totenschein angegeben. Demnach hätte eine Herzrhythmusstörung samt Lungenembolie mit akutem Versagen der rechten Herzkammer zum Tode geführt. Für eine Vergiftung spreche nichts, da es dafür keinerlei Anzeichen gebe, weder aus der Krankheit noch aus dem Zustand des Toten oder den Umständen des Todes. Warum einer Obduktion nicht zugestimmt worden sei, habe, meint Bankl, plausible Gründe: „Eine Obduktion hätte nur eines von zwei möglichen Ergebnissen haben können: entweder Tod aus natürlicher Ursache bei einem vorher schon kranken Menschen. Wie konnte ihn aber dann das Konklave gewählt haben? Es wäre das Eingeständnis, man hätte sich geirrt! Das andere Ergebnis, ein gewaltsamer Tod, wäre noch schlimmer gewesen! So entschloss man sich, alles unklar zu lassen, und nahm dafür die Entstehung von Gerüchten in Kauf.“ Die restriktive Auskunftspolitik des Vatikans hatte in der Tat vielen Spekulationen freien Lauf gelassen, andererseits aber verhindert, dass die vom Papsttum verkörperte geistliche Autorität der katholischen Kirche in einer parteilichen Weise in diese Hypothesen einbezogen wurde.

### Verschwörungstheorien
1984 veröffentlichte David Yallop das Buch Im Namen Gottes?, in dem er behauptet, Johannes Paul I. sei vergiftet worden, da er korrupte Machenschaften der Vatikanbank aufdecken und beseitigen wollte. Von diesen das Licht der Öffentlichkeit scheuenden Aktionen sei er selbst als Patriarch von Venedig betroffen gewesen, und sie stünden in direktem Zusammenhang mit der Affäre um den Banco Ambrosiano mit Paul Marcinkus, Roberto Calvi und Michele Sindona sowie deren Verbindung zu Licio Gellis Freimaurerloge Propaganda Due (P2).
Daneben brachte Yallop auch den Kardinalstaatssekretär Jean-Marie Villot und Kardinal John Cody, den Erzbischof von Chicago, mit dem Tod des Papstes in Verbindung, da beide angeblich ihrer Ämter enthoben werden sollten. Diese Hypothese, die u. a. von Francis Ford Coppola in Der Pate III aufgegriffen wurde und Eingang in den Roman Sixtinische Verschwörung von Philipp Vandenberg gefunden hat, hält sich bis heute, fußt jedoch ganz überwiegend auf Verquickungen verschiedener Tatsachen und Begebenheiten mit nie belegten Mutmaßungen und Anschuldigungen.
Unter amerikanischen Ufologen wird spekuliert, Johannes Paul I. könnte ermordet worden sein, weil er das dritte Geheimnis von Fátima habe enthüllen wollen. Kurz vor seinem Tod seien UFOs über Rom gesichtet worden. Andere behaupten, Außerirdische, Jesuiten oder Freimaurer stünden hinter dem Tod des Papstes.
Der britische Journalist John Cornwell kam nach einer intensiven Untersuchung des Todes Johannes Pauls I., die er auf Anregung des Vatikans und mit Unterstützung von Johannes Paul II. von Oktober 1987 bis Mai 1988 durchführte, zu dem Ergebnis, dass die Mordhypothese falsch sei. Johannes Paul I. war demnach von der Last seines unerwarteten und ungewollten Amtes überfordert, sehr krank, ärztlich unzureichend betreut, menschlich vereinsamt und von Todesahnungen und ‑sehnsüchten erfüllt.
Die italienische Journalistin Stefania Falasca konnte in ihren im November 2017 veröffentlichten Recherchen belegen, dass sowohl die Familie des Papstes als auch der langjährige Leibarzt des vormaligen Patriarchen Luciani zu keinem Zeitpunkt Zweifel an der offiziellen Todesursache hegten.

## Gedenken

Statue Johannes Pauls I. vor der Kathedrale von Vittorio Veneto

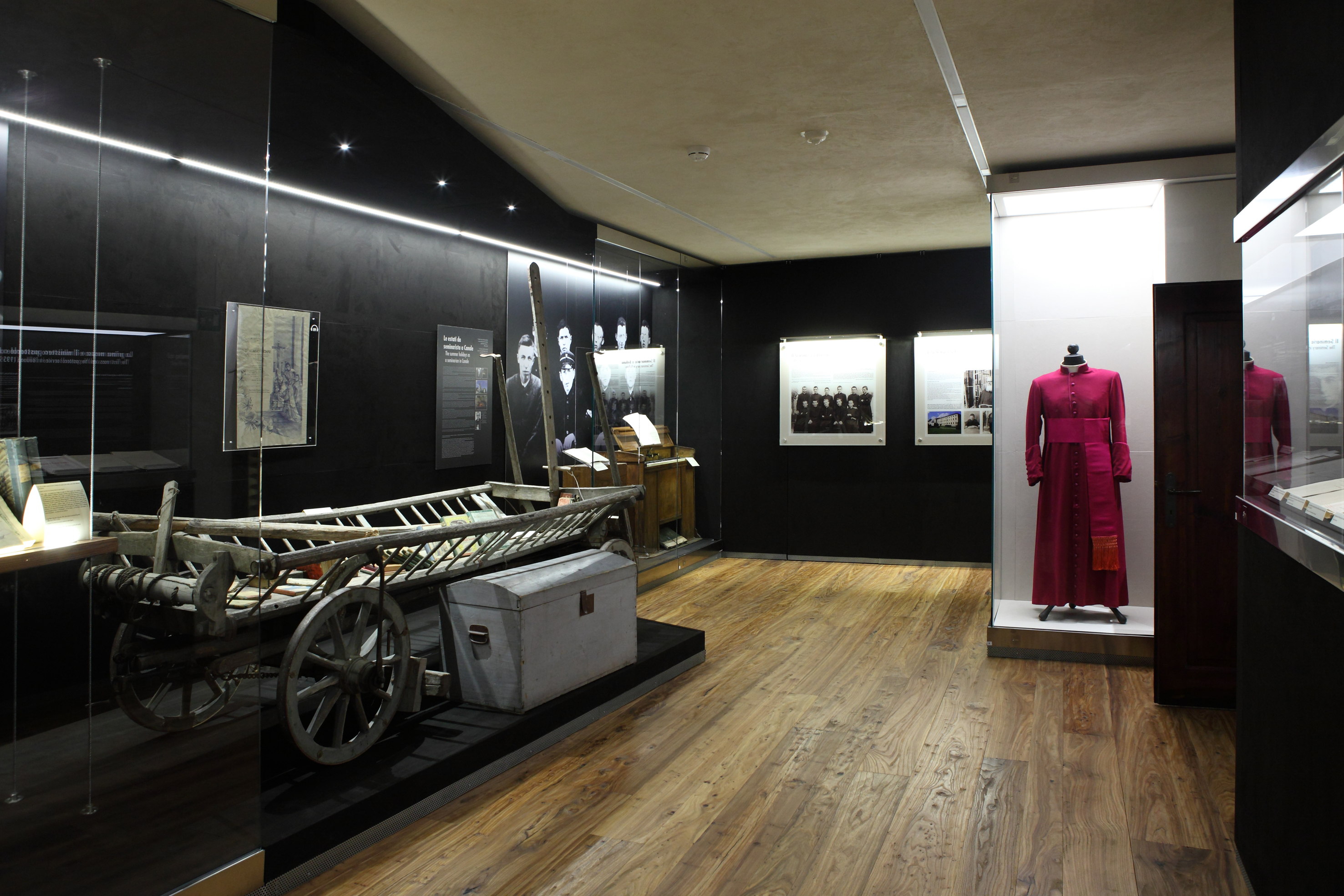
Albino-Luciani-Museum in Canale d’Agordo

Das Amt für Philatelie des Vatikanstaates gab 2012 zum 100. Geburtstag Albino Lucianis eine Briefmarke heraus.
Papst Franziskus gründete im April 2020 eine Stiftung zu Ehren von Papst Johannes Paul I. mit dem Ziel, das Wissen über „die Person, das Denken und die Lehren“ Albino Lucianis zu vertiefen.

## Seligsprechungsprozess
Das Seligsprechungsverfahren für Johannes Paul I. wurde 2003 wegen seiner kurzen Amtszeit nicht wie bei Päpsten üblich in Rom, sondern in seiner Heimatdiözese Belluno-Feltre eröffnet. Am 3. Januar 2007 wurde die römische Phase des Seligsprechungsverfahrens eröffnet, nachdem die diözesane Phase am 10. November 2006 in der Kathedrale von Belluno feierlich beendet worden war.
Am 8. November 2017 sprach ihm Papst Franziskus den heroischen Tugendgrad zu. Am 13. Oktober 2021 erkannte Papst Franziskus ein Wunder – die Heilung eines todkranken Mädchens – an, das auf die Fürsprache von Johannes Paul I. geschehen sei. Damit sind die Voraussetzungen zu seiner Seligsprechung erfüllt.
Im Dezember 2021 kündigte die Kongregation für die Selig- und Heiligsprechungsprozesse an, dass Johannes Paul I. seliggesprochen werde. Die entsprechende Zeremonie fand am 4. September 2022 auf dem Petersplatz im Beisein von Papst Franziskus statt.

## Schriften
Als Albino Luciani:
- Verehrter Freund. Briefe an berühmte Leute. St. Benno-Verlag, Leipzig 1981.
- Das Beispiel des Samariters. Die Exerzitien Johannes Pauls I. Verlag Styria, Graz 1982.
- Mein Vermächtnis. Verlag Styria, Graz / Wien / Köln 1986, ISBN 3-222-11677-6.
- Im Geiste Jesu. Das Beispiel des heiligen Alfons von Liguori. Verlag Herder, Freiburg i. Br. 1987.
- Unseren Kindern zuliebe. Verlag Styria, Graz 1992.
- Vater unser. Gedanken zum Gebet des Herrn. Verlag Styria, Graz 1995.
- Ave Maria. Gedanken zur Mutter des Herrn. Verlag Styria, Graz 1997.
- Ich glaube. Gedanken zum Credo der Kirche. Verlag Styria, Graz 1997.
- Ihr ergebener Albino Luciani: Briefe an Persönlichkeiten. Verlag Neue Stadt, München 1997, ISBN 3-87996-362-2.
- Vorbilder. Menschen, von denen wir lernen können. Verlag Styria, Graz 1998.
- Heilige Zeiten. Meditationen zum Kirchenjahr. Verlag Styria, Graz 1999.
- Vom Wert der Familie. Verlag Styria, Graz 2001, ISBN 3-222-12859-6.

Als Johannes Paul I.:
- Botschaft der Güte und Hoffnung. Die Ansprachen seines Pontifikats. Verlag Butzon & Bercker, Kevelaer 1987.
- Der Welt ein Lächeln geschenkt. Worte der Freude von Johannes Paul I. Verlag Herder, Freiburg i. Br. 1986.
- Mit einem Lächeln gesagt. Ausgewählte Texte für jeden Tag des Jahres. Verlag Neue Stadt, München 1998.

## Verfilmungen
- Papa Luciani – Il sorriso di Dio, italienischer Fernsehfilm von 2006